# Sclerotinia
Sclerotinia é um gênero de fungos da família Sclerotiniaceae.  O gênero amplamente distribuído contém 14 espécies.

## Taxonomia
Várias espécies anteriormente atribuídas à Sclerotinia são consideradas membros do gênero intimamente relacionado, Botrytis.

### Espécies
Espécies selecionadas incluem:
- Esclerotinia boreal
- Sclerotinia bulborum (Wakker) Sacc.
- Sclerotinia homoeocarpa FT Benn.
- Esclerotinia menor Jagger
- Sclerotinia ricini
- Sclerotinia sclerotiorum (Lib.) de Bary
- Sclerotinia spermophila Nobre
- Sclerotinia sulcata (Roberge ex Desm.) Whetzel
- Sclerotinia trifoliorum Erikss.
- Sclerotinia veratri